# Sidoluhur (Jaken)
Sidoluhur is een bestuurslaag in het regentschap Pati van de provincie Midden-Java, Indonesië. Sidoluhur telt 2134 inwoners (volkstelling 2010).